# Lekcjonarz 17
Lekcjonarz 17 (według numeracji Gregory-Aland), oznaczany przy pomocy siglum ℓ 17 – rękopis Nowego Testamentu pisany uncjałą na pergaminie w języku greckim z IX wieku. Służył do czytań liturgicznych.

## Opis rękopisu
Kodeks zawiera wybór lekcji z Ewangelii do czytań liturgicznych, na 192 pergaminowych kartach (26 cm na 18,6 cm). Znaczna część kart kodeksu zaginęła. Lekcje pochodzą z Ewangelii Jana, Mateusza i Łukasza.
Tekst rękopisu pisany jest dwoma kolumnami na stronę, 23 linijek w kolumnie, 8-12 liter w linijce.

## Historia
Paleograficznie datowany jest na wiek IX. Rękopis badał Scholz, Paulin Martin. Konstantin von Tischendorf pomylił go z ℓ 13.
Obecnie przechowywany jest we Francuskiej Bibliotece Narodowej (Gr. 279) w Paryżu.
Rękopis jest rzadko cytowany w naukowych wydaniach greckiego Novum Testamentum Nestle-Alanda (UBS3).